# Anochetus subcoecus
Anochetus subcoecus é uma espécie de formiga do gênero Anochetus, pertencente à subfamília Ponerinae.